# Woorden van vreemde herkomst in de Nederlandse spelling
De spelling van het Nederlands is vastgelegd in het spellingbesluit. Daarin zijn ook regels opgenomen voor woorden van vreemde herkomst.
In de schrijfwijze van alle Nederlandse woorden wordt rekening gehouden met historische ontwikkelingen. De spelling in de taal van herkomst, dus de oudste schrijfwijze, heeft de voorkeur boven een nieuwere, vernederlandste spelling. Wij schrijven niet odeklonje en sjampanje , maar eau de cologne en champagne. Het is niet kauwboi en reels maar cowboy en rails. Het accent circonflexe wordt echter in de meeste leenwoorden wel weggelaten. Controle in plaats van contrôle, hotel in plaats van hôtel, maar enquête in plaats van enquete.
Hieronder volgt een overzicht van enkele gangbare schrijfwijzen van klanken in uitheemse woorden.

## Klinkers en tweeklanken
1. De gedekte klinkers /a/, /e/ en /i/ kennen in uitheemse woorden onder andere de volgende schrijfwijzen.
/a/→ ai: caissière; /(w)a/ oi: toilet ; oy: loyaal.
/e/→ a: jam; ai: caisson.
/i/→ y: symfonie.
2. De gedekte klinkers /e/ en /o/ kunnen, voornamelijk in woorden van Franse herkomst, ook verlengd voorkomen. De verlengde /e/ wordt geschreven als e, è en ai: serre, scène, flair. De verlengde /o/ wordt steeds als o geschreven: roze , zone.
3. De neusklinkers /ã/, /ẽ / en /õ/ kennen in uitheemse woorden onder andere de volgende schrijfwijzen.
/ã/→ an: elan;→ant: restaurant ;→en: enfin.
/ẽ/→ ain: souterrain;→in: enfin;→im: timbre.
/õ/→ on: annonce;→ond: plafond .
4. De vrije klinkers kennen in uitheemse woorden onder andere de volgende schrijfwijzen.
/(w)aa/→ oi: voile.
/ee/→ a: baby;→ ae: graecisme;→ e: depot;→ ai: trainen;→ ay: essay;
→ é: cliché;→ et: filet ;→ ez: rendez-vous.
/oo/→ au: auto;→ aud: crapaud;→ eau: cadeau;→ oa: goal;→ os: à propos;→ ot: depot;→ ow: show.
/uu/→ue: revue;→ us: jus.
/eu/→oe: oedeem;→ eue: queue.
/ie/→e: recital;→ ee: jeep;→ ea: team;→ ey: hockey;→ ih: sirih;→ is: chassis;→ it: circuit ;→ ui: guillotine;→ y: type.
/oe/→ew: interview;→ oeu: manoeuvreren ;→ oo: scooter;→ ou: route;
→ u: pitbull.
5. De toonloze /e/ komt in uitheemse woorden ook voor in een verlengde en iets meer geronde variant. De schrijfwijze is dan eu (freule) of oeu (oeuvre).
6. De tweeklanken /ei/, /ui/, /ou/ en /ai/ kennen in uitheemse woorden onder andere de volgende schrijfwijzen.
/ei/→ y: nylon.
/ui/→ eu: pseudo.
/ou/→ ao: cacao;→ ow: cowboy.
/ai/→ ail: detail.

## Medeklinkers
Van de medeklinkers kennen vooral de klanken /k/ en /s/ in uitheemse woorden verschillende schrijfwijzen.
1. De /k/ kent in uitheemse woorden onder andere de volgende schrijfwijzen.
/k/→ c of cc: club, accu;→ ch: christen;→ ck: shock;→ cqu: jacquet ;→ g: shag;→ qu: enquête;→ que: cheque.
2. De /k/ kent in combinatie met de /s/ en de /w/ in uitheemse woorden onder andere de volgende schrijfwijzen.
/ks/→ cc: succes;→ x: box;→ xc: exces;→ xe: idee-fixe.
/kw/→ cu: circuit;→ qu: quasi;→ cqu: acquisitie.
2a. De stemhebbende tegenhanger van de /k/ wordt in uitheemse woorden onder andere geschreven als g (goal) en gu (guirlande).
3. De /s/ wordt in uitheemse woorden voor de klanken /e/, /ie/ en /ei/ ook als c geschreven.
/s/→ c: cent, cilinder, cynisch , cijfer, ceintuur (maar sensatie , sigaret, seizoen, enz.).
3a. De /s/ kent verder in uitheemse woorden onder andere de volgende schrijfwijzen.
/s/→ ç: reçu;→ sc: scène ;→ sse: hausse.
4. De gemengde medeklinkers kennen in uitheemse woorden onder andere de volgende schrijfwijzen.
/sj/→ ch: chocola;→ ci: sociaal;→ sc: fascist;→ sh: show;→ si: pension; → ti: patiënt.
/zj/→ g: rage;→ j: journaal.
/ts/→ c: silicium;→ t: spatie;→ z: scherzo.
/dz/→ zz: pizza.
/tsj/→ ch: chip.
/dzj/→ dge: bridge;→ g: gin.
Vermeldenswaard zijn verder nog de /j/ die als ill gespeld wordt in medaille, de /nj/ die als gn gespeld wordt in signaal en de /t/ die als th gespeld wordt in thee.